# Paul Desmarais (père)
Pour les articles homonymes, voir Paul Desmarais et Desmarais.
Paul Desmarais, né le 4 janvier 1927 à Sudbury (Ontario) et mort le 8 octobre 2013 à Sagard (Québec), est un homme d'affaires milliardaire canadien.
De 1968 à 1996, il était PDG de Power Corporation du Canada, entreprise canadienne qu'il a rendue active dans les domaines des services financiers, des communications et des pâtes et papiers. Il a cédé la direction de Power Corporation à ses deux fils, Paul fils et André, en 1996. Il a continué à siéger au conseil d’administration, est devenu président du Comité exécutif et est demeuré actionnaire de contrôle de Power Corporation.

## Vie personnelle
Paul Guy Desmarais est le fils de Jean-Noël Desmarais, un avocat et homme d'affaires de Sudbury, et de Lébéa Laforest, et le petit-fils du bûcheron et pionnier du Nord de l'Ontario, Noël Desmarais, qui a donné son nom à Noëlville maintenant partie de la municipalité de French River. Marié en 1953 avec Jacqueline Maranger, alors infirmière, Desmarais et elle ont eu ensemble deux fils, Paul jr (1954) et André (1956), ainsi que deux filles, Louise (1959) et Sophie (1962).
La famille Desmarais possède un grand domaine familial, à Sagard, entre Saint-Siméon et Petit-Saguenay : le domaine Laforest, rendant hommage à la lignée patronymique de sa mère. Ce domaine couvre plus de 75 km².
À l'étranger, la famille Desmarais est également propriétaire de maisons secondaires à Palm Beach, en Floride et à New York. Paul Desmarais était le 4e homme le plus riche du Canada en 2007.

## Philanthropie et fortune
Il fait partie des 10 hommes les plus riches du Canada (8e en 2008),.
À la tête de Power Corporation, Paul Desmarais était à la source d'une importante collection d'œuvres d'art. Contrairement à la plupart des collections d'entreprises qui visent l'art international, Paul Desmarais voulait se concentrer sur la production nationale et ainsi encourager le milieu des arts local. « C'est ainsi que nous nous efforçons d'encourager la production et le marché artistique de notre pays. » À ce titre, une exposition est organisée au Musée des beaux-arts de Montréal en 1989 consacrée aux œuvres de la collection, notamment les artistes Jean-Paul Riopelle, Cornelius Krieghoff, James Morrice, Paul-Émile Borduas, Stanley Cosgrove, le Groupe des Sept, etc.
Paul Desmarais était également mécène pour le Musée des beaux-arts de Montréal. Il a contribué au financement de l'important pavillon auquel il donne le nom de son père, Jean-Noël Desmarais. Il a fait également don de plusieurs œuvres au musée, notamment un tableau d'Alfred Pellan et d'Hubert Robert, une commode en marqueterie de Jean-Pierre Latz et des bronzes de Pierre-Philippe Thomire.
Comme un signe de son lien à l'Université d'Ottawa, un immeuble de 12 étages a été nommé en son honneur en raison de sa contribution de 15 millions de dollars à l'université. La bibliothèque de l'université Laurentienne (dans sa ville natale de Sudbury) porte le nom de son père, Jean-Noël Desmarais.
De son côté, l'épouse de Paul Desmarais, Jacqueline Desmarais, a encouragé les jeunes chanteurs d'opéra canadiens avec la Fondation Jacqueline Desmarais.
Au décès de M. Desmarais, Le premier Ministre du Canada, Stephen Harper, a souligné que M. Desmarais était “one of Canada’s most successful businessmen” et qu'on se souviendrait de lui pour son leadership, sa philanthropie et son engagement dans la communauté. Plusieurs institutions, qui ont bénéficié de l’implication de M. Desmarais, lui ont également rendu hommage. Notamment McGill University “He was someone who felt an obligation to contribute to our broader society in many different ways and we were all the richer for that.”
L'Université de Montréal a, quant à elle, nommé un pavilion en son honneur, le Pavillon Paul-G.-Desmarais.

## Parcours professionnel
Né d'une famille francophone établie en Ontario (franco-ontarien), il est diplômé de l’Université d'Ottawa. Il rejoint Osgoode Law School avant de retourner à Sudbury en 1951 lorsqu'il achète l'entreprise de transport par autobus de son père, Sudbury Bus Lines, alors en quasi-faillite et qu'il paie symboliquement 1 $ CA.
Après quelques années, son entreprise contrôle une grande partie du marché québécois et ontarien du transport par autobus. Il acquiert par la suite des lignes de bus supplémentaires dans la région d'Ottawa et de Québec.
En 1968, trois ans après son acquisition de la société holding Trans-Canada Corporation Fund (TCCF), Desmarais fait une offre d'échange des actions de celle-ci avec celles de Power Corporation du Canada, dont le siège social est à Montréal. Paul Desmarais en devient bientôt (en 1970) l'unique président et chef de la direction, en tant qu'actionnaire majoritaire. Il s'associe aussi à Claude Pratte, beau-fils d'Onésime Gagnon, en 1968 pour former Prades.

« […] Plusieurs des principales entreprises de Power Corporation se heurtent à des difficultés [en 1968], soit à cause de la dégradation de la conjoncture, soit pour avoir commis des erreurs.
La valeur de Consolidated Bathurst, qui est née en 1966 de la fusion des deux principales participations de Power dans les pâtes et papiers, s’effondre comme
celle de tout son secteur au Canada sous l’effet du marasme mondial, des excédents de capacité et de l’escalade des charges. Dominion Glass, un fabricant de contenants en verre, est en perte de vitesse. Canada Steamship Lines, un groupe de transport maritime et de constructions navales, éprouve des conflits syndicaux. Inspiration Limited, la filiale de construction, subit un ralentissement de la demande et essuie des pertes sur deux importants contrats. Enfin, alors même que la Financière Laurentide parvient à surmonter la crise de confiance envers le secteur financier canadien, causée par la faillite d’Atlantic Acceptance au milieu des années 1960, elle doit omettre les dividendes de ses actions privilégiées et ordinaires. La brusque chute du bénéfice de Power n’est alors compensée que par la vente à profit de certains actifs, notamment la participation dans Congoleum-Nairn et les actions de la Banque Royale, de British Newfoundland Corporation et d’International Utilities.
Dans ce contexte particulièrement difficile, Peter Thomson et son conseil d’administration acceptent, au début de 1968, un échange d’actions avec La Corporation de Valeurs Trans-Canada (Trans-Canada), un holding de 75 millions de dollars contrôlé par le financier Paul Desmarais, qui assume aussitôt la direction de Power Corporation. […] En 1968, le portefeuille de Trans-Canada comprend la totalité des actions de Transport Provincial, un important service d’autocars interurbains, une participation majoritaire dans L’Impériale, Compagnie d’Assurance-Vie, de Toronto, une position récemment acquise de 25 % dans le Groupe Investors, une société de fonds communs de placement de Winnipeg (celle-ci détient environ 25 % du capital du Montréal Trust), et un champ de course, une station de radio et des immeubles.
M. Desmarais contrôle aussi Gesca Ltée, détentrice en toute propriété de La Presse, le plus important et prestigieux quotidien montréalais, ainsi que de 62 % des trois quotidiens et 10 hebdomadaires québécois de Les Journaux Trans-Canada. Gesca ne sera cédée à Power Corporation qu’en 1970.
[…]
Conformément à l’entente, Paul Desmarais est nommé président du conseil et chef de la direction de la Société, et Peter Thomson, président délégué du conseil. Comme chacun détient environ 30 % des droits de vote, ils ont ensemble le contrôle de Power Corporation. La convention de vote qu’ils ont passée entre eux restera en vigueur jusqu’à ce que M. Desmarais rachète, en 1970, la plupart des actions privilégiées participantes conférant dix voix que M. Thomson détenait encore. […] »

— Power Corporation du Canada : Soixante-quinze années de croissance 1925-2000, historique, document corporatif de PCC

## Power Corporation du Canada
Profitant de l'important fonds d'investissement de Power Corp., Desmarais prend le contrôle d'une importante papeterie, Consolidated Bathurst (intégrée depuis dans Stone-Consolidated, ensuite fusionnée avec Abitibi-Price pour former Abitibi-Consolidated, aujourd'hui Produits forestiers Résolu).
Par la suite, Power Corporation s'est diversifiée sous la gouverne de Desmarais. Il a acquis le journal La Presse, ce qui lui a permis d'acquérir de l'expérience dans le domaine des médias écrits au Canada. Alors qu'il recherchait des entreprises en Europe, il a rencontré le financier belge Albert Frère au conseil d'administration de Paribas. Les deux hommes se sont découvert un alter ego appliquant les mêmes techniques financières : OPA amicale d'entreprises saines qui vivent des difficultés financières importantes, mais temporaires. Desmarais détenait environ 15 % du Groupe Bruxelles Lambert, une société de holding belge, qui avait acquis une participation de 25 % dans le groupe de médias allemand Bertelsmann en 2001, dont les filiales comprennent BMG et Random House (la société allemande Bertelsmann a racheté les 25 % en juillet 2006). Le Groupe Bruxelles Lambert détient actuellement des participations dans des sociétés industrielles et de service d'envergure mondiale établies en Europe, incluant Imerys, LafargeHolcim, adidas, SGS, Pernod Ricard, Umicore, Total, Ontex, GEA Group et Parques.
La presse annonce le 27 janvier 2016 le rachat de Looping Group, groupe de loisirs et de vacances à ancrage régional, par la société d'investissement belge Ergon Capital Partners qui appartient au Groupe Bruxelles Lambert,,.

## Politique
Paul Desmarais était engagé pour la cause du fédéralisme canadien, ce qui lui a valu des critiques du mouvement souverainiste du Québec.
La famille Desmarais bénéficie de liens étroits avec des personnalités politiques du monde entier. Les critiques lui reprochent que les connexions politiques de la famille lui fournissent des avantages injustes en affaires. En 1974, Desmarais engage Paul Martin, Jr. en tant que président d'une filiale de Power Corporation, la Canada Steamship Lines Inc.. En 1981, il vend l'entreprise à Laurence Pathy et Paul Martin, Jr. — qui sera Premier ministre du Canada du 12 décembre 2003 au 6 février 2006. Pierre Elliott Trudeau et Brian Mulroney ont été membres du Conseil consultatif international de Power Corporation.
La relative obscurité de Desmarais à l'extérieur du Canada a été utilisée pour masquer un nombre incalculable de relations politiques de sa famille et son influence dans les affaires.
Au fil des ans, les observateurs politiques ont souligné l'énorme influence et l’exceptionnelle puissance de Desmarais dans la politique fédérale canadienne. Desmarais a été dénoncé par des journalistes du Canada pour un accès direct dans tous les bureaux du Premier ministre. Il comptait dans son cercle rapproché plusieurs élus canadiens influents, y compris le 20e premier ministre Jean Chrétien.

## Liens en France
La famille Desmarais entretient des relations avec le financier belge Albert Frère (décédé) et les dynasties industrielles françaises Dassault, Peugeot et Rothschild, entre autres.
Nicolas Sarkozy a privatisé certaines des compagnies dans lesquelles Power Corporation a investi. Par l'entremise du groupe Carlyle, plusieurs projets de port méthaniers sont en développement dont les controversés projet Rabaska, au Québec, et celui du Nord Médoc en France.
En 1995, Nicolas Sarkozy se rend à Sagard, chez Desmarais qui le conseille pour élaborer une stratégie d’accès au pouvoir,,,.
Selon Le Figaro, il serait un proche de l'ancien président de la République Française, Nicolas Sarkozy. Paul Desmarais père participait ainsi à la fête tenue au Fouquet's pour célébrer son élection le 6 mai 2007.
À la mort de Paul Desmarais, Nicolas Sarkozy prononcera un discours, à la basilique Notre-Dame de Montréal, pour lui rendre hommage.

## Tentative de sauvetage de Paribas
En 1981, pour contrecarrer la nationalisation de Paribas, voulue par François Mitterrand, fraîchement élu président de la République, Paul Desmarais se lance, en compagnie d'Albert Frère et d'autres hommes d'affaires européens, dans l'opération « Arche de Noé ». Il s'agissait de récupérer les filiales belge (Cobepa) et suisse de Paribas (Paribas Suisse), en lançant une OPE par l'intermédiaire d'une société suisse, Pargesa. L'opération échoue, mais permet à Paul Desmarais de se lier à d'importants financiers et personnalités politiques européens.

## Mort
Il meurt le 8 octobre 2013 en son Domaine Laforest, à Sagard, dans Charlevoix, au Québec,. Une cérémonie commémorative a eu lieu le 3 décembre 2013 à la basilique Notre-Dame, à Montréal. Plusieurs personnalités politiques, dignitaires, membres de la communauté d'affaires et du milieu culturel ont assisté à l'événement, parmi lesquelles Brian Mulroney, Nicolas Sarkozy, Jean Chrétien, Pauline Marois, Denis Coderre, Stephen Harper, l'ancien secrétaire d'État américain sous George H. W. Bush (le père), le pianiste Alain Lefebvre et le chanteur et compositeur Robert Charlebois, qui souligneront l'humanité, la détermination et la philanthropie de Paul Desmarais.

## Décorations
- 1978: Officier de l’Ordre du Canada
- 1987: Compagnon de l’Ordre du Canada
- 1988: Officier de l’Ordre national du Québec
- 1991: Commandeur de l’Ordre de Léopold II (Belgique)
- 1992: Membre du Conseil privé de la Reine pour le Canada
- 2008: Grand’Croix de l’Ordre national de la Légion d’honneur (France)

## Distinctions honorifiques
- LL.D., Université de Moncton, Moncton, Nouveau-Brunswick
- LL.D., Université Wilfrid-Laurier, Waterloo, Ontario
- D.Adm., Université d’Ottawa, Ottawa, Ontario
- LL.D., Université Saint-Francis-Xavier, Antigonish, Nouvelle-Écosse
- LL.D., Université Laurentienne, Sudbury, Ontario
- LL.D., Université McMaster, Hamilton, Ontario
- Docteur Honoris Causa, Université de Montréal, Montréal, Québec
- LL.D., Université Memorial, St-Jean, Terre-Neuve
- LL.D., Université Concordia, Montréal, Québec
- LL.D., Université McGill, Montréal, Québec
- D.Adm., Université Laval, Québec, Québec
- LL.D., Université de Toronto, Ontario
- LL.D., Université du Manitoba, Winnipeg, Manitoba